# Alberico Gentili

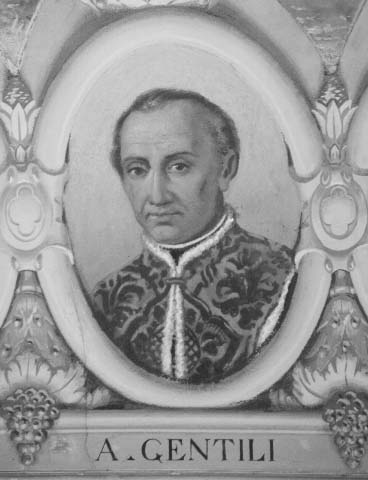
Alberico Gentili

Alberico Gentili (lateinisch Albericus Gentilis; * 14. Januar 1552 in San Ginesio; † 19. Juni 1608 in London) war ein italienischer Jurist, königlicher Professor (Regius Professor of Civil Law) für Zivilrecht an der Universität Oxford und Autor im Bereich des Völkerrechts.

## Leben und Familie

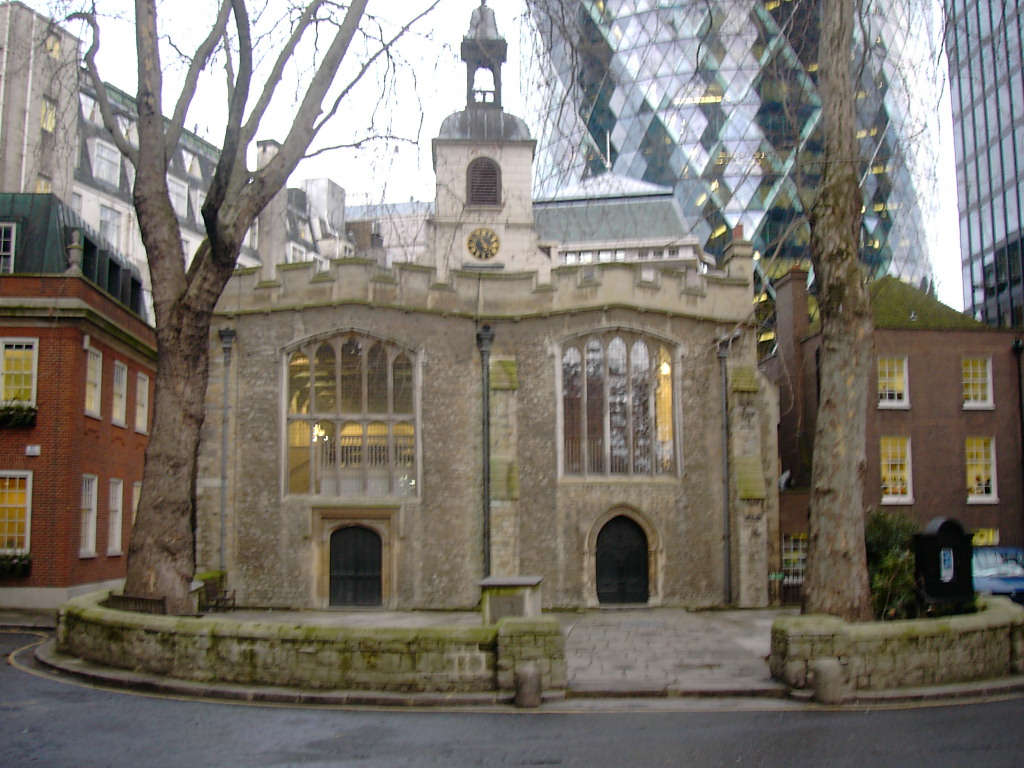
St. Helen Bishopsgate, die Grabeskirche Gentilis

Alberico Gentili wurde 1552 als Kind begüterter Eltern in San Ginesio geboren; sein Vater Matteo Gentili war Arzt in Perugia. Er studierte an der Universität Perugia und erwarb 1572 den Doktor der Rechtswissenschaften. 1572 wurde er von den Stadtältesten seiner Heimatstadt mit einer Überarbeitung des Stadtrechts beauftragt, die er 1577 fertigstellte. Zwei Jahre später musste er aufgrund seines protestantischen Glaubens zusammen mit seinem Vater und seinem Bruder Scipione Gentili aus Italien fliehen. Die Familie begab sich zunächst nach Ljubljana, damals Laibach, wo sich der Vater als Stadtphysikus niederließ. Die Anstrengungen der Inquisition führten dazu, dass die Familie auch das Herzogtum Krain verlassen musste.
Von dort begab sich Alberico Gentili nach Tübingen und Heidelberg, bevor er 1580 schließlich nach England gelangte. Über London gelangte er nach Oxford, wo er im Christ Church College unterkam. Ab 1581 lehrte er am St John’s College. Sein Vater folgte ihm nach England und praktizierte in London. 1587 ernannte ihn Robert Dudley, der damalige Rektor der Oxford University, zum Regius Professor für Zivilrecht. 1586 begleitete Alberico Gentili Horatio Pallavicino zum Kurfürsten von Sachsen und nahm in Wittenberg an einer Disputation seines jüngeren Bruders Scipione Gentili teil. Nach diesem kurzen Aufenthalt in Wittenberg kehrte er wieder nach Oxford zurück.
Alberico Gentili hatte die Regius Professur bis zu seinem Tod inne, obwohl er sich ab 1590 als Rechtsanwalt einen Namen machte und hauptsächlich in London lebte. So arbeitete er ab diesem Zeitpunkt am High Court of Admiralty und wurde 1600 Mitglied von Gray’s Inn. Von 1605 bis 1608 arbeitete er als Anwalt für die spanische Botschaft. Zu seinem Freundeskreis gehörten unter anderem Francis Walsingham, der in der Ridolfi-Verschwörung eine Rolle spielte, sowie Philip Sidney, Henry Wotton, Thomas Bodley und Henry Savile.
Alberico Gentili starb 1608 in London und wurde in der Kirche Saint Helen’s Bishopsgate in London beigesetzt. Sein Sohn Robert Gentilis besuchte die Oxford University. Er schloss sein Studium bereits mit zwölf Jahren ab und wurde mit nur siebzehn Jahren zum Fellow am All Souls College ernannt.

## Wirken

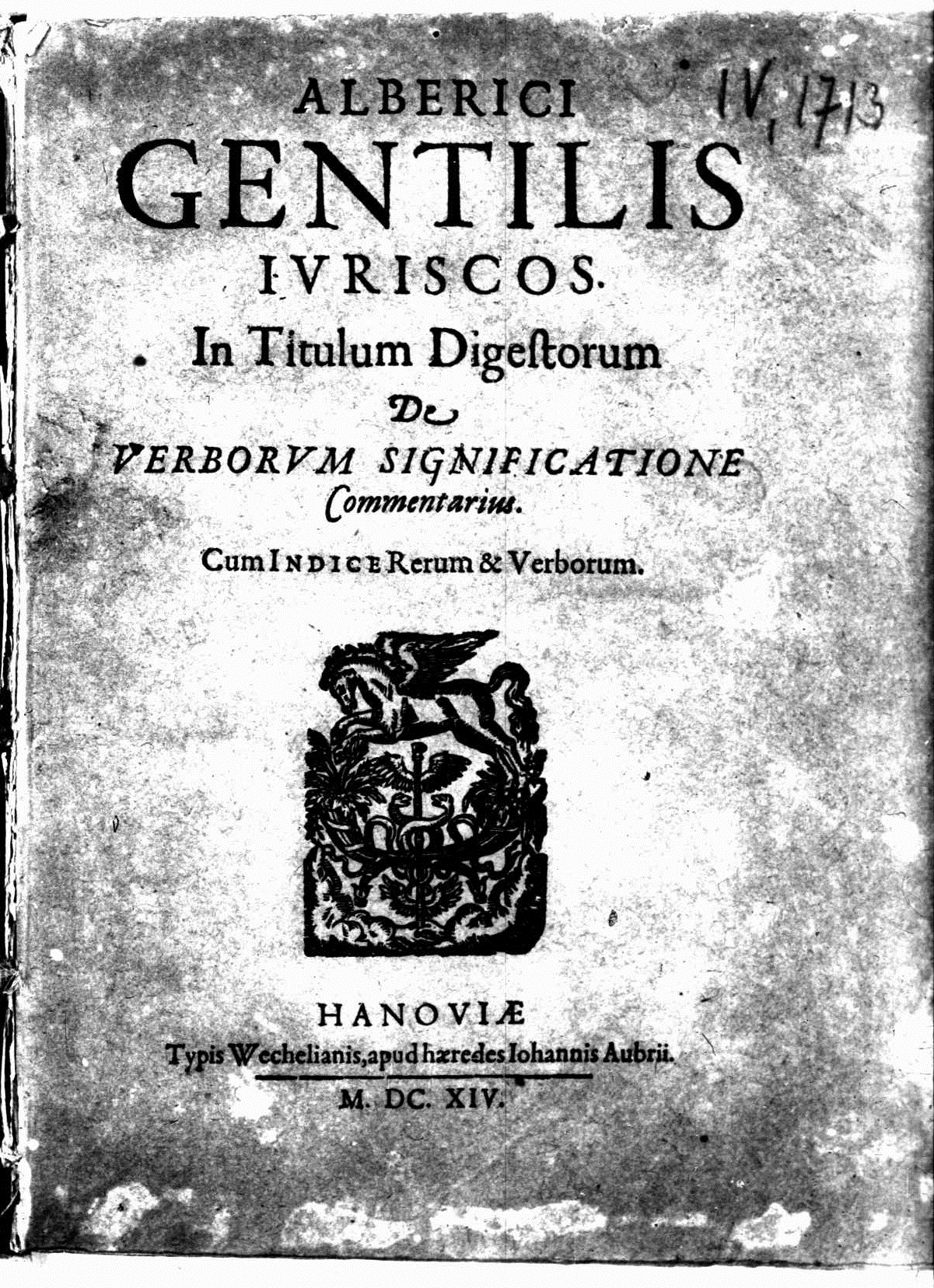
In titulum Digestorum De verborum significatione commentarius, 1614

Alberico Gentili schrieb mehr als 20 Bücher zu Themen der Rechtswissenschaften, so beispielsweise zum Kirchenrecht, zur Kasuistik, und zum Hexenwesen sowie zur Theologie und den Literaturwissenschaften (Bibelexegese.) Er hatte einen Ruf als strenger Gelehrter und erhielt den Beinamen Italus Atheus.
1582 veröffentlichte er das Werk De Juris Interpretibus Dialogi Sex. In diesem Buch bekannte er sich zu den Auslegungsmethoden des Bartolus de Saxoferrato und wendete sich gegen die Methoden der Juristen des französischen Humanismus wie Jacques Cujas. Das erste Buch Alberico Gentilis, das sich mit völkerrechtlichen Fragen auseinandersetzte, erschien 1582 unter dem Titel De Legationibus Libri Tres. Den Anstoß hierfür gab der Fall des spanischen Botschafters Bernardino de Mendoza, der wegen seiner Beteiligung an der Throckmorton-Verschwörung bestraft werden sollte. Die englische Regierung hatte Alberico Gentili und Jean Hotman um Rat in diesem Fall gebeten. Beide empfahlen die Ausweisung des Spaniers.
1589 veröffentlichte Gentili De Jure Belli Commentationes Tres. Dieses Buch gilt als sein Hauptwerk und als Standardwerk des Völkerrechts. Nach seinem Tod veröffentlichte Scipione Gentili eine Sammlung von Notizen von Fällen, an denen Gentili gearbeitet hatte. Der Einfluss Alberico Gentilis ist unter anderem spürbar in den Schriften von John Selden und Hugo Grotius, der viele Themen und Ideen Gentilis für sein De jure belli in pacis aufgriff.

## Hinterlassenschaften
Die 1625 erschienene Arbeit De Jure Belli ac Pacis von Hugo Grotius baute wesentlich auf Erkenntnissen Alberico Gentilis auf. Im 19. Jahrhundert erlebten die Arbeiten von Alberico Gentili eine Renaissance. So widmete ihm Sir Thomas Erskine Holland seine Antrittsvorlesung als Professor für Völkerrecht an der Oxford University. Seitdem wurden zahlreiche Bücher zum Leben und Werk Gentilis veröffentlicht. In seiner Heimatstadt wurde ihm zu Ehren ein Denkmal errichtet.

## Ausgaben und Übersetzungen
- Hispanicae Advocationis Libri Duo. Text und Übersetzung von Frank Frost Abbott. New York 1921.
- De Legationibus Libri Tres. Mit einer Einführung von Ernest Nys. New York 1924.
- De Iure Belli Libri Tres. Zwei Bände. Text und Übersetzung von John Rolfe. Oxford 1933.
- De Iuris Interpretibus Dialogi Sex. Herausgegeben von Guido Astuti. Turin 1937.
- Benedict Kingsbury, Benjamin Straumann, David Lupher (Hrsg.): Alberico Gentili: The Wars of the Romans. A Critical Edition and Translation of De armis Romanis. Oxford University Press, Oxford 2011, ISBN 978-0-19-960051-9

- In titulum Digestorum De verborum significatione commentarius. Andreas Wechel, Erben & Johann Aubry, Erben, Hanau 1614 (Latein, beic.it).